# Żagiew
Il Żagiew, noto anche come Żydowska Gwardia Wolności (in italiano: Guardia della libertà ebraica), fu un gruppo di agenti-provocatori formato da ebrei collaborazionisti dei nazisti nella Polonia occupata dai tedeschi, fondato e sostenuto dai tedeschi e guidato di Abraham Gancwajch.

## Descrizione
L'organizzazione fu creata alla fine del 1940; molti dei suoi membri erano imparentati con l'organizzazione collaborazionista ebraica Group 13, anch'essa guidata da Gancwajch. Operò principalmente all'interno del ghetto di Varsavia e fu attiva fino all'eliminazione del ghetto durante la rivolta del 1943.
Żagiew contò oltre un migliaio di agenti segreti ebrei, ad alcuni dei quali la Gestapo consentì anche di possedere armi da fuoco.
L'obiettivo principale di Żagiew fu quello di infiltrarsi nella rete di resistenza ebraica per rivelare i collegamenti con la resistenza polacca che aiutava a nascondere gli ebrei nel Governatorato Generale. L'organizzazione fu in grado di infliggere danni considerevoli su entrambi i fronti. Gli agenti di Żagiew furono anche determinanti nell'organizzare l'affare Hotel Polski a Varsavia, il piano tedesco per attirare in trappola migliaia di ebrei benestanti, sotto false promesse di evacuazione in Sud America, per estorcere loro denaro e oggetti di valore e poi ucciderli.